# Amelia Coltman
Amelia Coltman (Melton Mowbray, 6 de abril de 1996) es una deportista británica que compite en skeleton. Ganó dos medallas en el Campeonato Europeo de Skeleton, en los años 2024 y 2025.

## Palmarés internacional
| Campeonato Europeo | Campeonato Europeo    | Campeonato Europeo | Campeonato Europeo |
| Año                | Lugar                 | Medalla            | Prueba             |
| ------------------ | --------------------- | ------------------ | ------------------ |
| 2024               | Sigulda (Letonia)     | Medalla de bronce  | Individual         |
| 2025               | Lillehammer (Noruega) | Medalla de plata   | Individual         |